# Proetidae
Proetidae es una familia de trilobites proétidos. La primera especie apareció en el Ordovícico Superior, y los últimos géneros sobrevivieron hasta el Pérmico Medio. Sin embargo, si la familia Phillipsiidae es en realidad una subfamilia de Proetidae, entonces los proétidos habrían perdurado hasta el final del Pérmico, donde los últimos perecen durante el evento de extinción Pérmico-Triásico.